# La Tour (Alta Saboya)
 La Tour  (en francoprovenzal La Tor o La Tœr) es una población y comuna francesa, en la región de Ródano-Alpes, departamento de Alta Saboya, en el distrito de Bonneville y cantón de Saint-Jeoire.

## Demografía
| 637 | 689 | 726 | 770 | 1000 | 1121 |
| Para los censos de 1962 a 1999 la población legal corresponde a la población sin duplicidades (Fuente: INSEE [Consultar]) |     |     |     |      |      |